# 御海灣

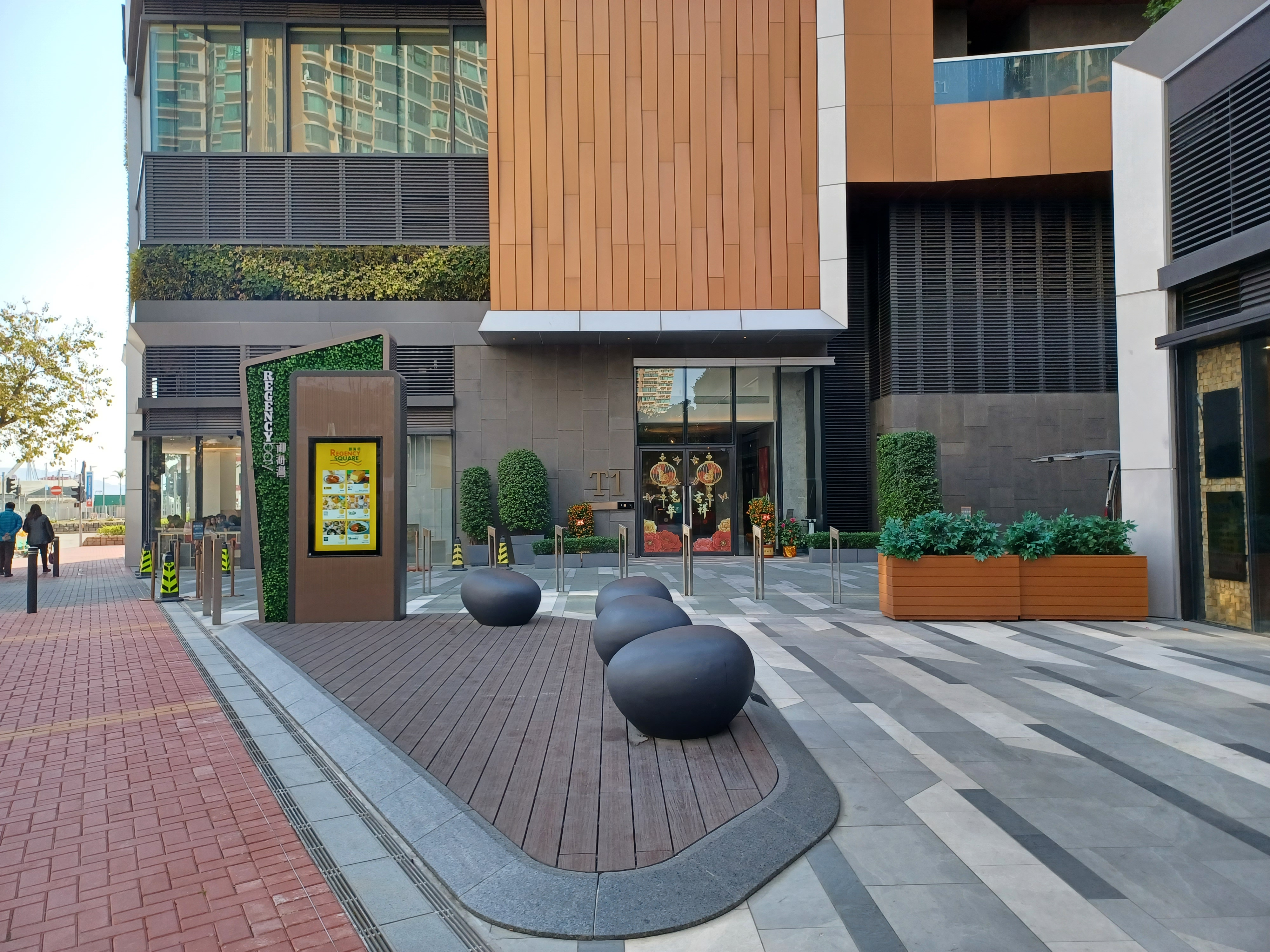
御海灣Tower 1 住宅入口

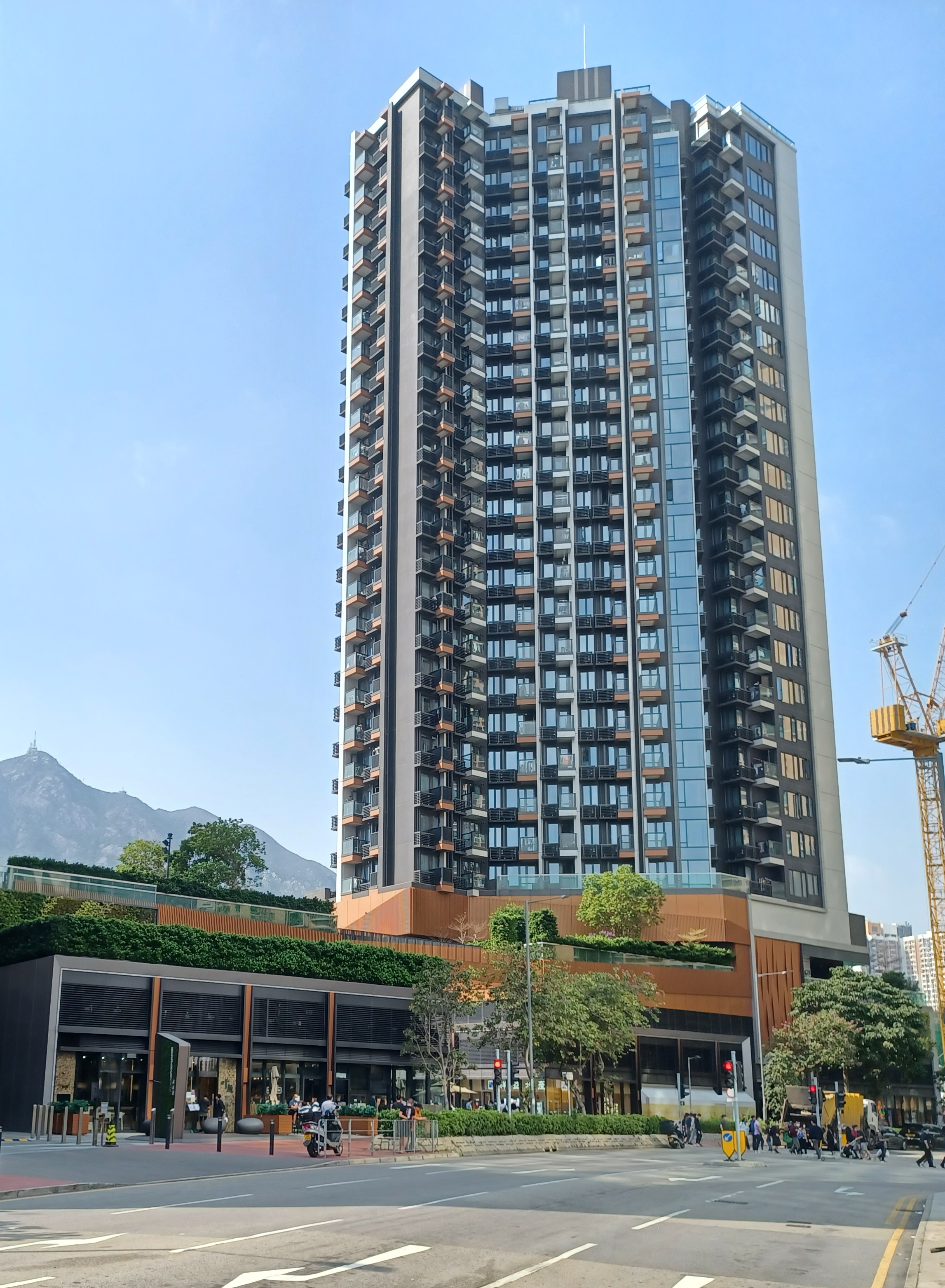
御海灣Tower 2

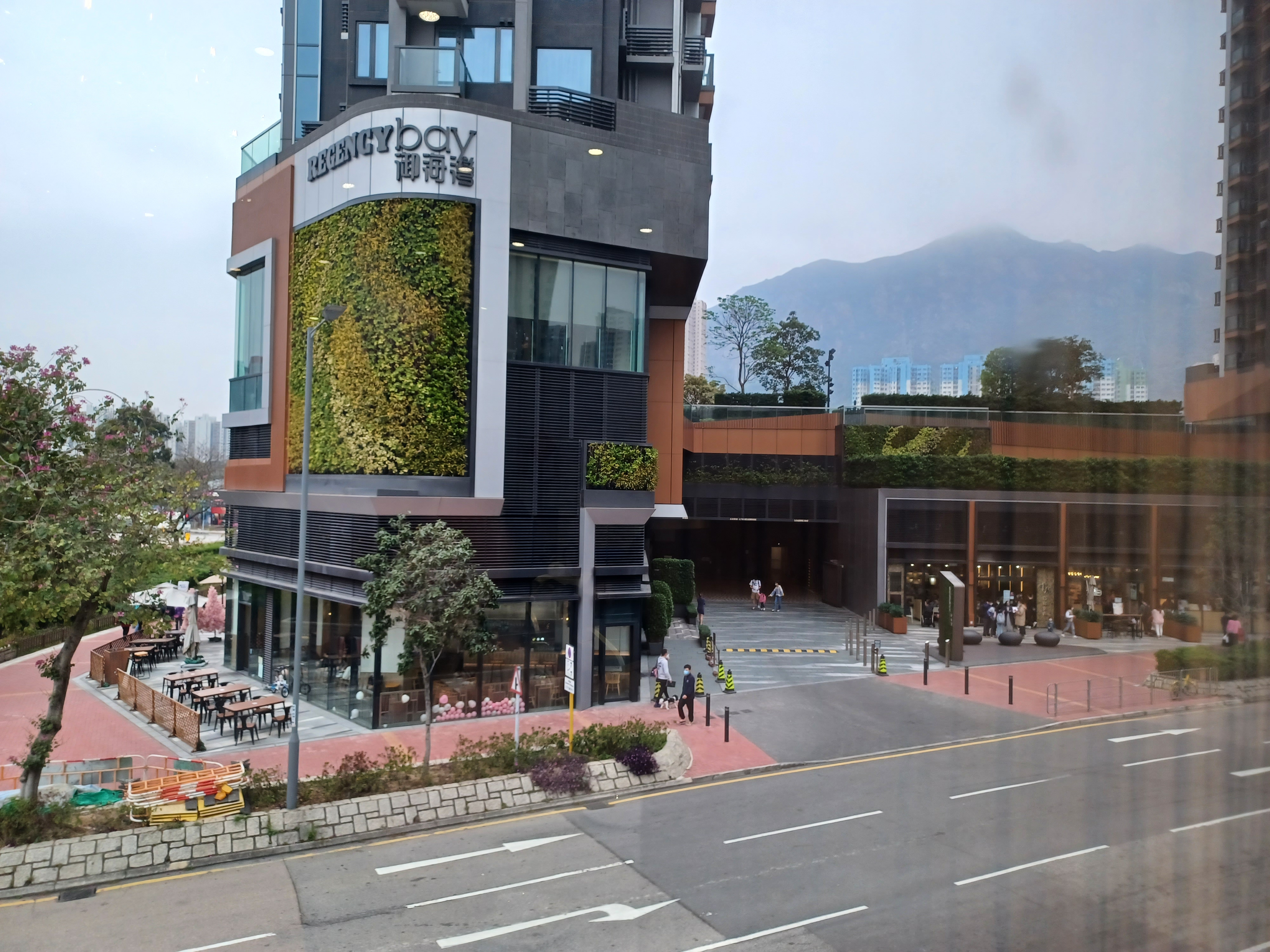
御海灣

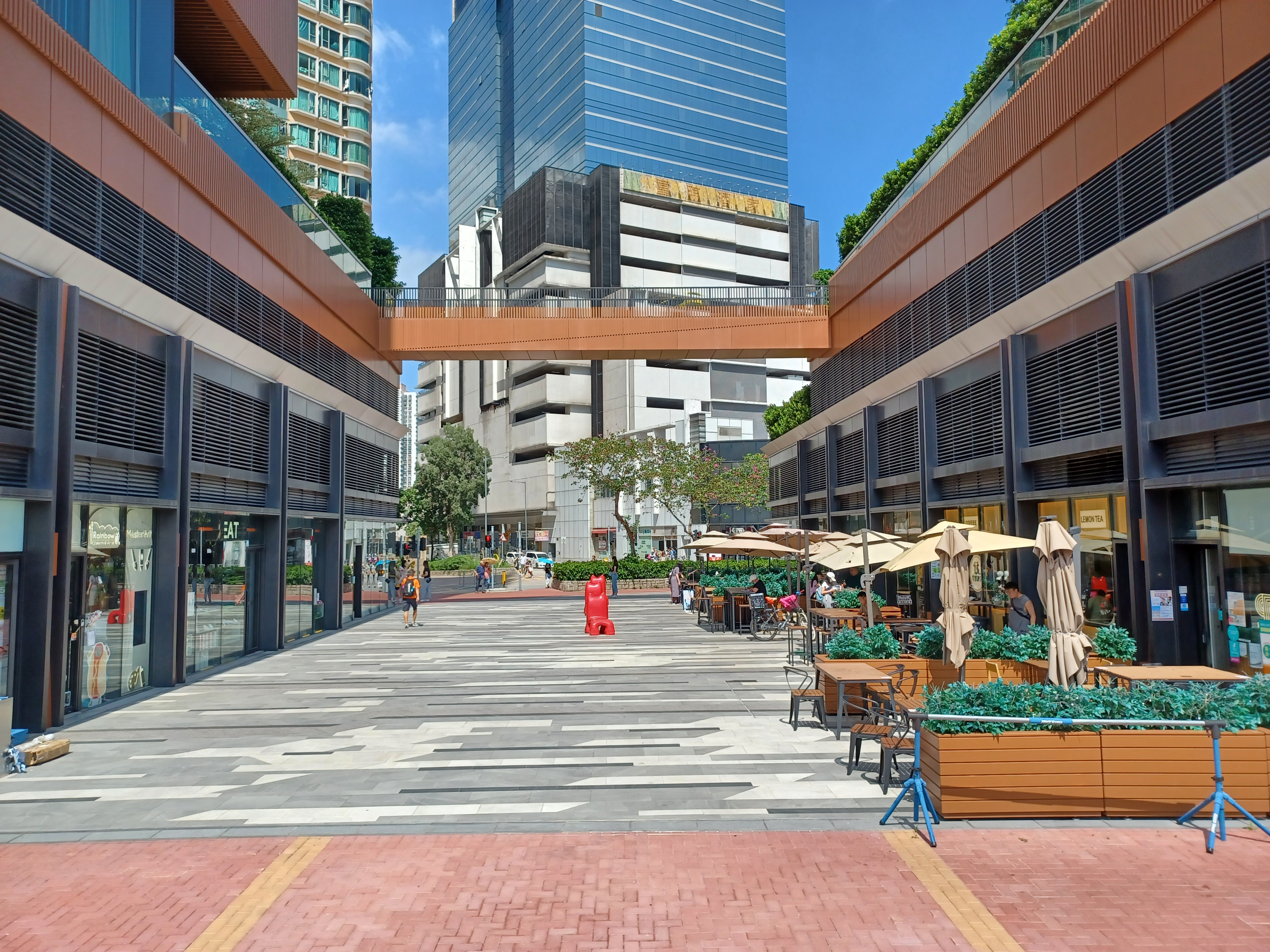
御海灣步行街

御海灣（英語：Regency Bay）為香港新界屯門海皇路23號的一個私人屋苑，於2021年入伙，兩期共設有兩座樓高22層的大廈，提供669個單位。

## 歷史
2015年6月，新鴻基地產以13.19億港元投得海榮路與恒富街交界住宅用地。
2020年7月及2021年4月，新鴻基地產分別開售御海灣第一期及第二期。

## 設施
屋苑2樓設有會所Club Regency LUXE，連園林逾3.3萬平方呎。設施包括24小時健身室「臨海健身館」及「瑜樂室」、「海御咖啡廳」、兩間獨立水療室及私人浴室、配置專業隔音牆，娛樂影視及錄音設備的「網樂間」和連接燒烤區的「御宴董事屋」。而戶外設有游泳池「水漾池」和休憩草坪的「童樂園」。
另外，發展商亦特設「共享坊」，提供大量共享服務，當中包括無線網絡、電子產品USB插頭、打印服務、儲物櫃及24小時網購自提服務和磅洗及乾洗服務。其中衣物洗淨後會由專人送回儲物櫃。

## 商場
御海灣基座設有商舖，租戶包括：7-Eleven、牛奶冰室、Chicken Factory、Peloton、百芳池上便當、Sogno Cafe x 雞翼山、韓米、雲川、乃良咖啡 Cafe au Lait、忠仔麵、Coconut Mama、ABC Bakery、iEAT、小小科學超人及祥益地產等。

## 建設圖集

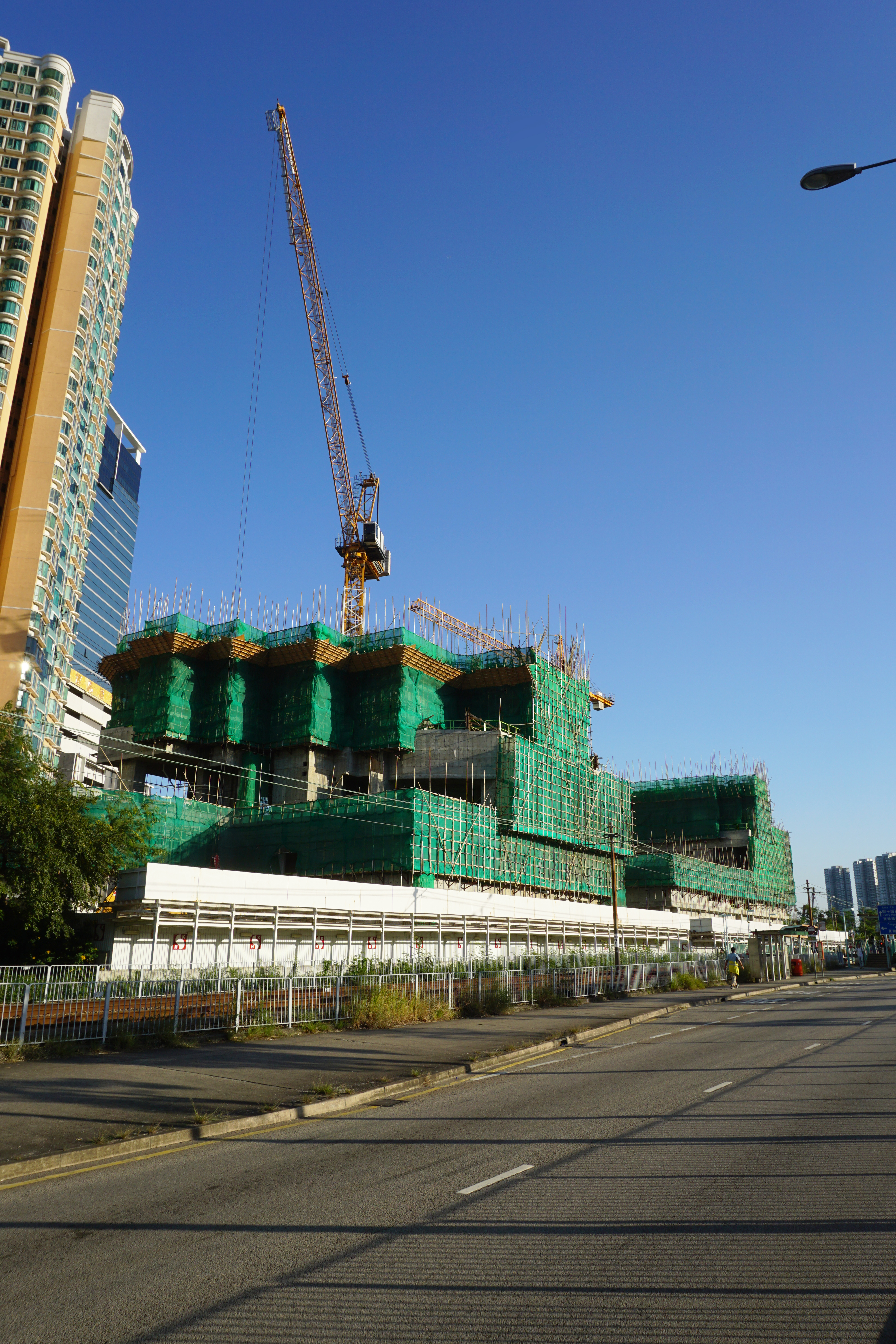
興建首層住宅（2018年10月）
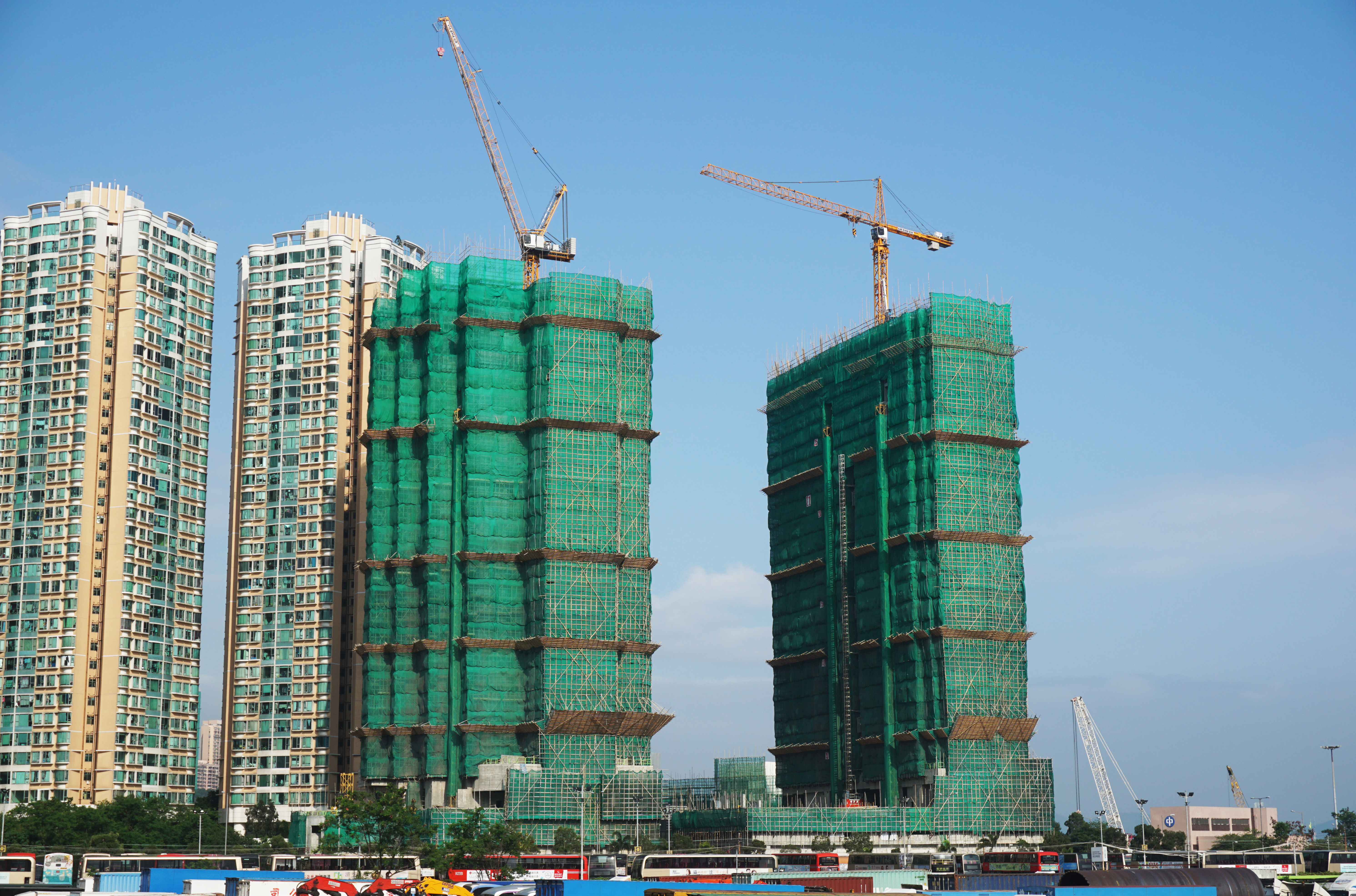
2019年5月
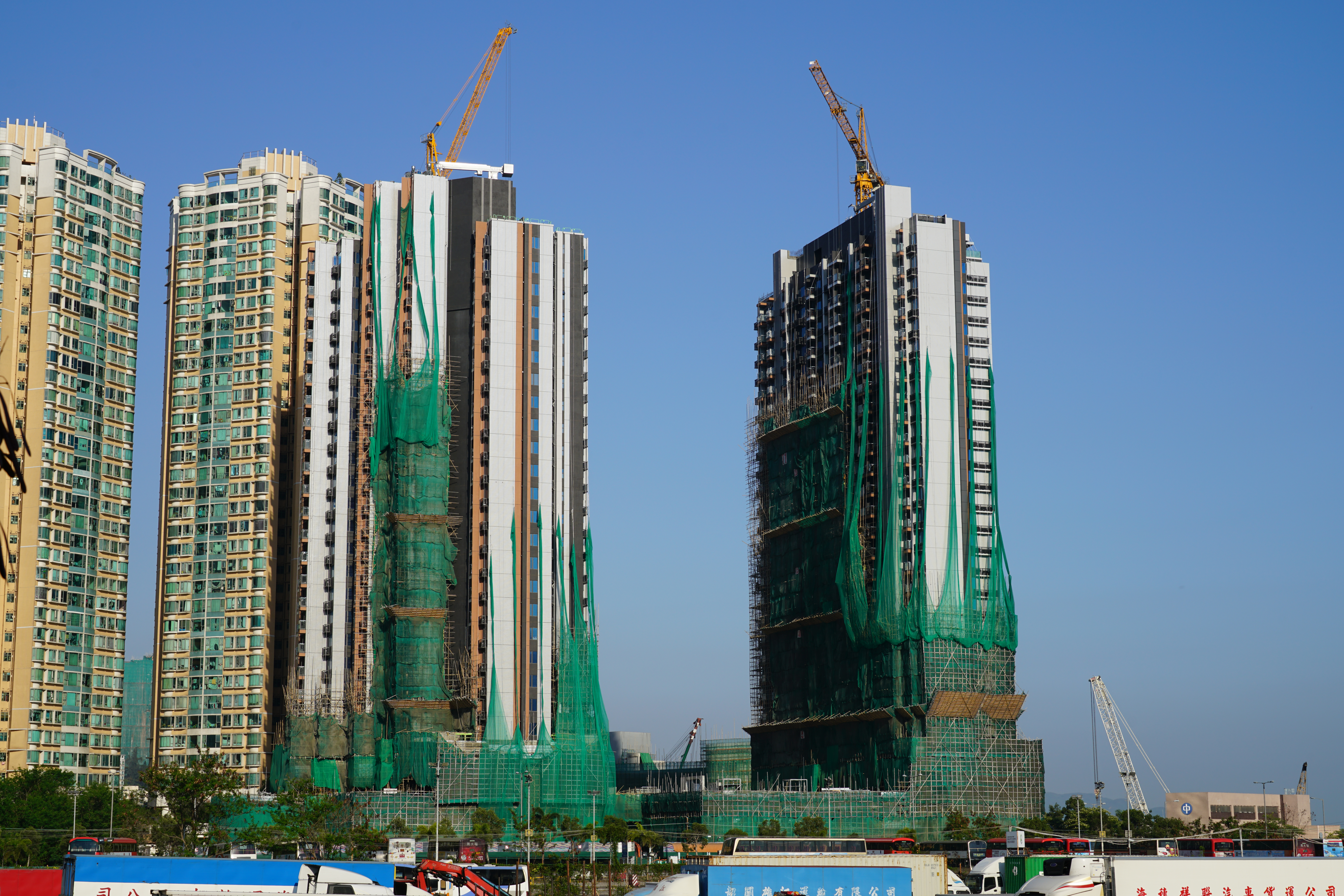
正在拆棚（2020年4月）
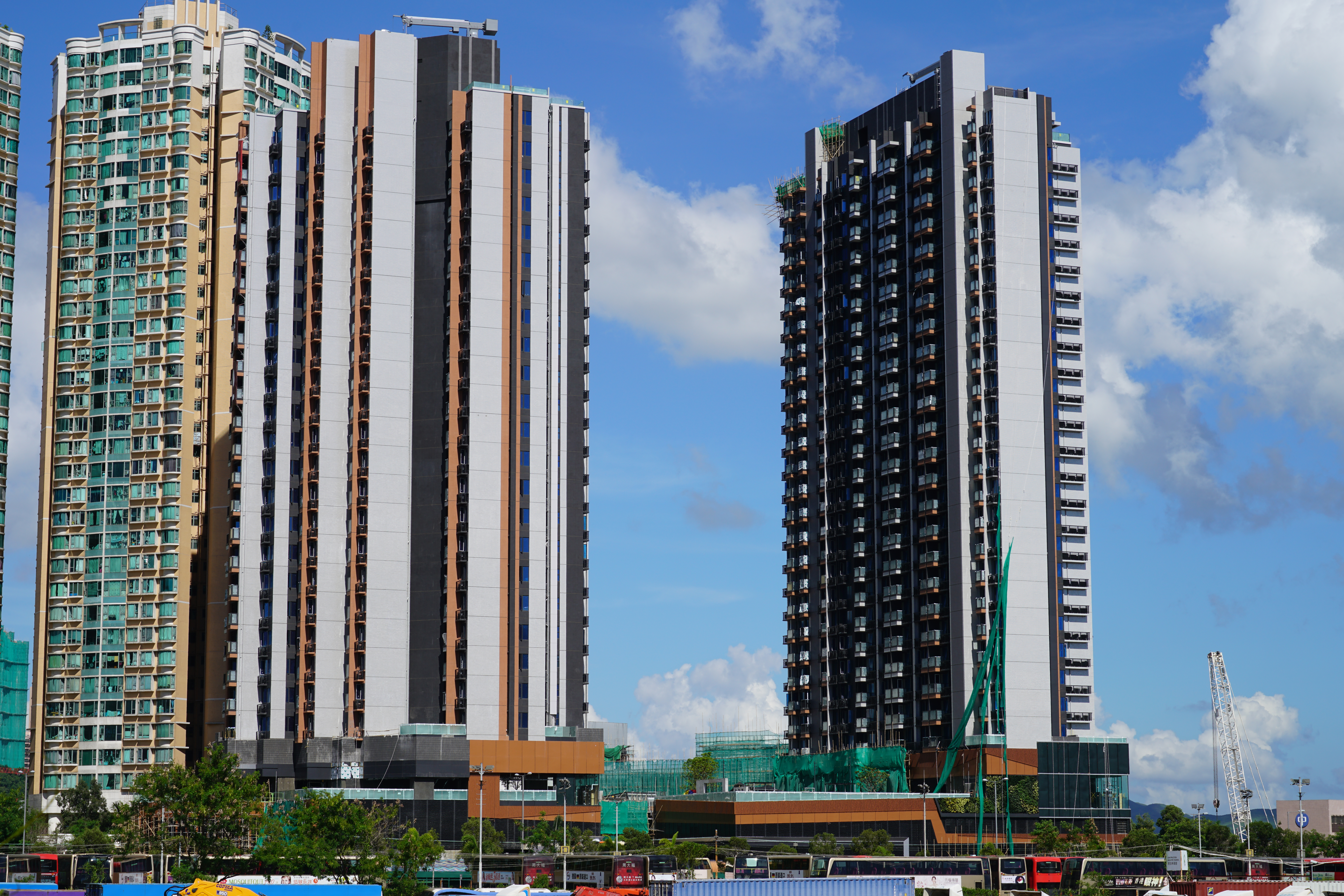
2020年6月

## 外部連結
- 御海灣 （页面存档备份，存于）